# Compagnie de la Ligne d'Italie
La Compagnie de la Ligne d'Italie era una società ferroviaria svizzera fondata nell'aprile del 1856 e confluita nel 1874 nella Compagnie du Simplon, che nel 1890 divenne la Compagnia del Giura-Sempione.

## Storia

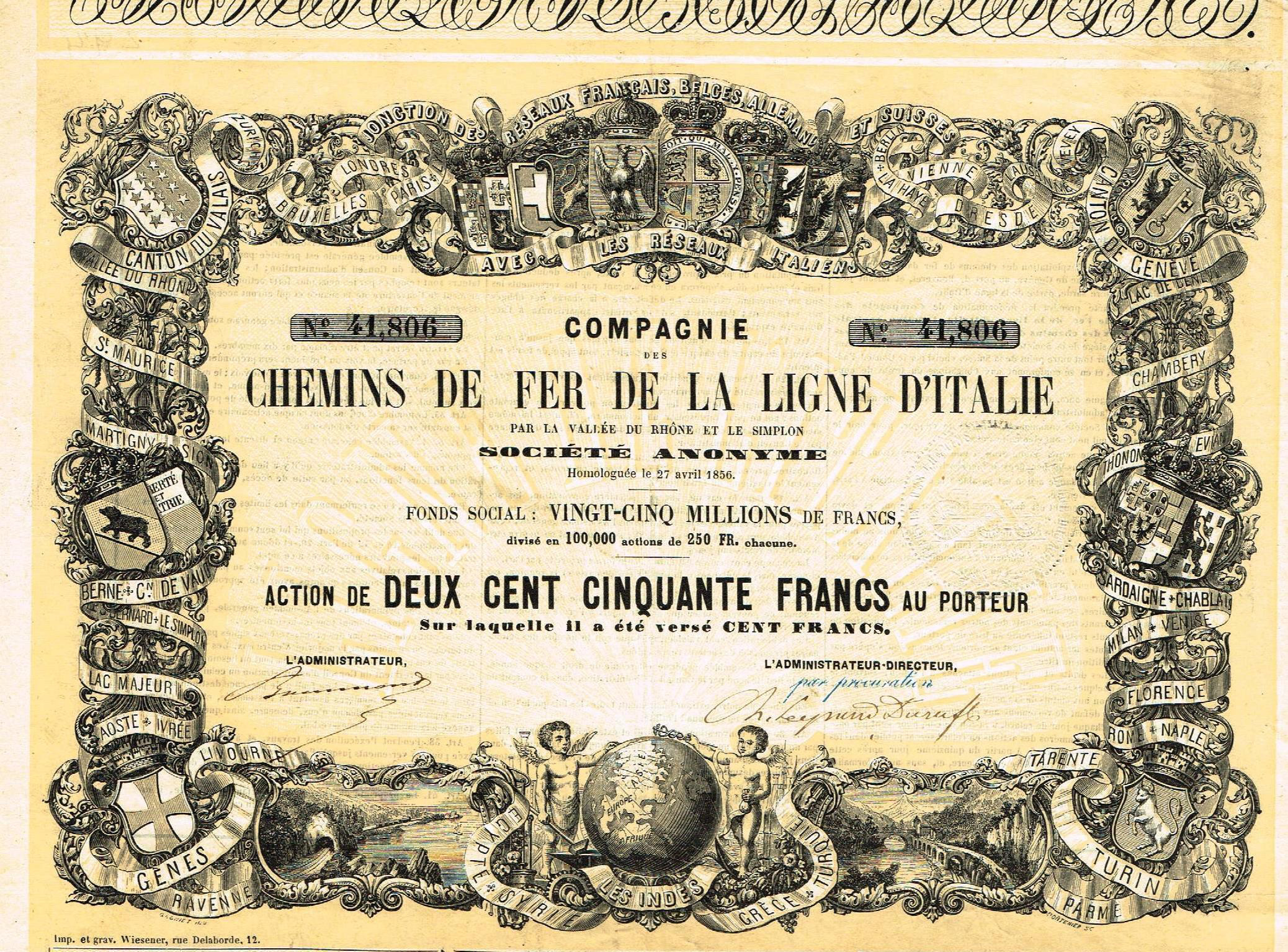
Azione della Compagnie des CdF de la Ligne d'Italie del 27 aprile 1856

In seguito all'emanazione della legge federale svizzera del 28 luglio 1852 le concessioni per la costruzione e l'esercizio di ferrovie vennero demandate alle autorità cantonali. Ciò fu all'origine di molte iniziative ma contemporaneamente creò le premesse per uno sviluppo poco coordinato e a volte fallimentare delle imprese ferroviarie. Le iniziative ferroviarie del Vallese per una linea di base dal Lago Lemano a Briga necessitavano di proseguimento per essere redditizie. Si prospettava quindi necessario che una linea da Losanna, passando per la zona pianeggiante della valle, arrivasse a traversare le Alpi sotto il Gran San Bernardo o sotto il Sempione.
Tuttavia l'impresa di scavo di un tunnel alpino si prospettava ardua e difficile. La relazione riguardante il San Bernardo coinvolgeva gli interessi del Regno di Sardegna, quella del Sempione anche quelli del governo dell'Austria. Quest'ultima era più interessata a una relazione ferroviaria riguardante il Brennero o il Lucomagno, mentre il regno di Sardegna era più interessato a una relazione Torino - Lione attraverso il Moncenisio. Nel 1857 infatti, dietro impulso del conte Camillo Cavour vennero iniziati i lavori del Tunnel del Moncenisio. Quest'ultima iniziativa fece temere ai cantoni di Vaud e Vallese un, facilmente prevedibile, abbattimento del traffico attraverso il loro itinerario.
Le autorità del Vallese si mossero in fretta e, l'11 gennaio 1853, rilasciarono al conte Adrien de Lavalette, che ne aveva fatto richiesta, la concessione per le linee di accesso al valico del Sempione. Il 22 gennaio veniva ratificata a Sion dal Gran Consiglio e, il 2 febbraio, dal parlamento federale a Berna.  La concessione riguardava la tratta Le Bouveret - Sion e pertanto non era molto attrattiva per i finanziatori, così Lavalette chiese e ottenne l'anno successivo un'ulteriore concessione per la tratta Sion-Briga e fino al confine con l'Italia e un prolungamento per Saint-Gingolph verso la Francia. Ottenne inoltre da Cavour la concessione per la tratta da Arona alla frontiera svizzera con possibilità di arrestarsi a Domodossola o Crevoladossola.
Il 27 novembre 1854 una nuova concessione veniva rilasciata dal Gran Consiglio vallesano alla Compagnie du Sud  fondata allo scopo il 15 agosto 1854. Questa prevedeva l'intero itinerario confine sardo - Gran San Bernardo - Sempione e St. Gingolph - Bouveret - confine francese. Nonostante la concessione difettavano tuttavia i capitali e nulla venne fatto fino al 1856. 
Il Lavalette, allo scopo di accedere al credito pubblico, nel mese di aprile del 1856 fondò a Parigi la società per azioni Compagnie des chemins de fer de la ligne d'Italie par la vallée du Rhône el le Simplon stabilendone la sede a Ginevra per ragioni fiscali. La società venne costituita con un capitale iniziale di 25 milioni di franchi portati poi nel 1858 a 60 milioni.
Fin dal principio la vita della società fu piuttosto travagliata per una serie di motivi tra cui le elevate spese pubblicitarie per attirare investitori, le remunerazioni dei dipendenti, l'aumento dei prezzi dei terreni a volte decuplicati rispetto alle stime iniziali, nonostante ciò furono avviati i lavori di costruzione lungo tutta la tratta Le Bouveret-Saint-Maurice-Martigny. La perforazione del tunnel di St-Maurice terminò il 30 giugno 1858 e l'entrata in funzione della linea fino a Martigny avvenne il 14 luglio 1859.
L'ulteriore proseguimento dei lavori ebbe in seguito numerosi rallentamenti a causa dei quali la ferrovia arrivò a Sion solo il 5 maggio 1860 mentre la linea fu percorribile interamente dal 1º giugno dello stesso anno. A St-Maurice occorreva cambiare treno per arrivare a Villeneuve dato che il collegamento Villeneuve - Losanna non era completo. Anche le stazioni della linea erano rimaste provvisorie, a volte poco più di un capannone.
Ginevra e il Consiglio di Amministrazione della società avrebbero voluto anche un collegamento verso Lione raggiungendo verso sud la ferrovia Parigi-Lione della PLM.
Ma le difficoltà finanziarie si facevano sempre più pesanti e la Società dovette interrompere i lavori su Sierre e su Briga e venne posta in liquidazione nel luglio 1865. Alla terza asta la società Nouvelle Compagnie de la ligne d’Italie, sempre gestita da Lavalette, si aggiudicò le concessioni per un prezzo di 2 milioni e mezzo di franchi.  Il prezzo doveva essere corrisposto entro il 1º gennaio 1868, questo non avvenne ma nonostante ciò venne concesso altro tempo per la presentazione di un piano per il completamento dei lavori.
I lavori ripresero lentamente e vennero completati nel settembre 1868, i lavori di terra e le traversine erano già stati completati dalla società precedente, non restava che la posa dei binari. L'apertura della tratta venne festeggiata in maniera definita "ciarlatanesca", anche questo contribuì a gettare discredito sulla nuova società. Il Parlamento svizzero decretò infine la decadenza della concessione il 19 settembre 1872. 
Una serie di ricorsi ritardarono la messa all'asta che avvenne solo il 16 marzo 1874, in Sion, e la nuova concessione venne assegnata al consorzio di imprese costituito dalla Occidentale Svizzera e dalla Vaud Finance Co. Il contraente prese il nome di Compagnie du chemin de fer du Simplon, nel 1874, con l'impegno di continuare nell'esercizio della linea e nella costruzione fino a Briga.
La Compagnie de la ligne d'Italie in diciannove anni di esistenza era riuscita a costruire solo 80 chilometri di linee ferroviarie, accumulando però un passivo pari a circa 15 milioni di franchi. In Italia ebbe destino analogo, nel 1874, il tribunale di Torino la dichiarò privata di tutti i diritti derivanti dalla concessione italiana assegnando allo Stato i 200.000 franchi della cauzione. Terreni acquisiti e lavori eseguiti da essa in Val d'Ossola, per un valore di 800.000 franchi, vennero assegnati al ministero per i lavori pubblici a titolo di risarcimento danni per il mancato rispetto degli impegni assunti dalla società nei confronti dello Stato.